# Waginger Ruderverein
Der Waginger Ruderverein (kurz: WRV) ist ein Ruderverein in Waging am See, direkt am Waginger und Tachinger See.

## Geschichte
Der Waginger Ruderverein wurde 1992 als eine Ruderabteilung des Waginger Segelclubs gegründet. Im Jahr 1994 trat der Verein dem Bayerischen Ruderverband, ein Landesverband des Deutschen Ruderverbandes, bei. Außerdem wurde in diesem Jahr der erste Bootsunterstand erbaut. Ein Jahr später wurde der Verein auch Mitglied im Deutschen Ruderverband. 
Am 28. November 1997 wurde der Waginger Ruderverein e. V. gegründet, ein Jahr später geschah auch die Auflösung der Abteilung im Segelclub. Außerdem wurde im Jahr 1998 das erste Bootshaus gebaut. Im Jahr 2016 wurde das Gelände um ein weiteres Bootshaus mit Boothalle und Gymnastikraum erweitert. 
2003 wurden die ersten zwei Bronzemedaillen bei den Deutschen Jahrgangsmeisterschaften U-17, sowie zwei Goldmedaillen bei den Deutschen Sprintmeisterschaften gewonnen. Zwei Jahre später gewann der Verein die erste Goldmedaille bei den Deutschen Juniorenmeisterschaften. 2008 trat der Verein außerdem noch dem Bayerischen Behindertensportverband bei, um eine Abteilung für Pararuderer gründen zu dürfen. Ein Jahr drauf gewann Anke Molkenthin mit dem LTAMix4+ Silber beim Ruder-Weltcup und Bronze bei den Ruder-Weltmeisterschaften 2009. 2010 und 2011 konnte Molkenthin für den Waginger Ruderverein diesen Erfolg wiederholen.
2012 gewann Anke Molkenthin die Silbermedaille bei den Sommer-Paralympics 2012 in London. Ein Jahr später gewann sie bei den Ruder-Weltmeisterschaften 2013 die Silbermedaille im LTAMix2x.

## Ruperti-Pokal
Seit 2010 richtet der Waginger Ruderverein die Regatta Ruperti-Pokal aus. Der Name stammt vom Rupertiwinkel, die Region in Bayern, in der sich Waging befindet. 
Die Strecke des Hauptrennens führt über beide Seen und ist 18 Kilometer lang. Der Start befindet sich auf der Höhe des Kurhauses von Waging am See. Zuerst wird Richtung Petting gefahren, dort wird gewendet und wieder Richtung Start gefahren. Wenn man auf Höhe des Startes angekommen ist, wird Richtung Tettenhausen weiter gerudert. Dort wird eine Brücke unterquert und somit der Tachinger See betreten. Nach der Brücke wird bis nach Tengling gerudert, dort wird abermals gewendet und zurückgefahren. Da die Regatta Ende Oktober stattfindet, dürfen nur Vierer oder Achter starten. Ende Oktober 2024 wurde zum 15. Mal der Ruperti-Pokal ausgetragen.

## Bekannte Mitglieder
- Anke Molkenthin (* 1962), Paralympische Silbermedaille im LTAMix4+ 2012,[4] 3. Platz bei den Ruder-Weltmeisterschaften 2009, 2010 und 2011 im LTAMix4+, 2. Platz bei den Ruder-Weltmeisterschaften 2013 im LTAMix2x.[3]